# Thérèse Sagna
 (octobre 2023).
Thérèse Sagna, est une militante féministe et écologiste habitant la ville de Matane au Québec.

## Biographie
Thérèse Sagna est née à Casamance au Sénégal le 3 octobre 1957, elle réside à Matane depuis 1995. Son diplôme d’infirmière ne lui permettant pas d’exercer au Québec, elle s’est fait reconnaître par son implication bénévole,,. Elle a notamment travailler au Regroupement des femmes de la région de Matane. Elle a été administratrice au cégep de Matane, présidente du Centre d'action bénévole ainsi que présidente de Développement et Paix. En 2017, elle s'est présentée au poste de conseillère municipale dans le district 31 de la Matanie
Elle a mis sur pied de nombreuses initiatives notamment en lien avec le gaspillage de vêtements. Le projet "Couturière volantes" permet ainsi d'offrir à la population de la Matanie les services de réparation de vêtement à moindre coût, des ateliers de couture le développement de nouveaux produits utilisant de textiles réutilisés,.

## Prix et récompenses
- 2013: Coup de coeur Radio-Canada[4].
- 2015: Prix Hommage bénévolat-Québec[3].
- 2018: Prix Micheline-Laroche décerné par la ville de Matane a une personne qui s'implique dans l'amélioration des conditions de vie des femmes[2].